# Angelica Bridges

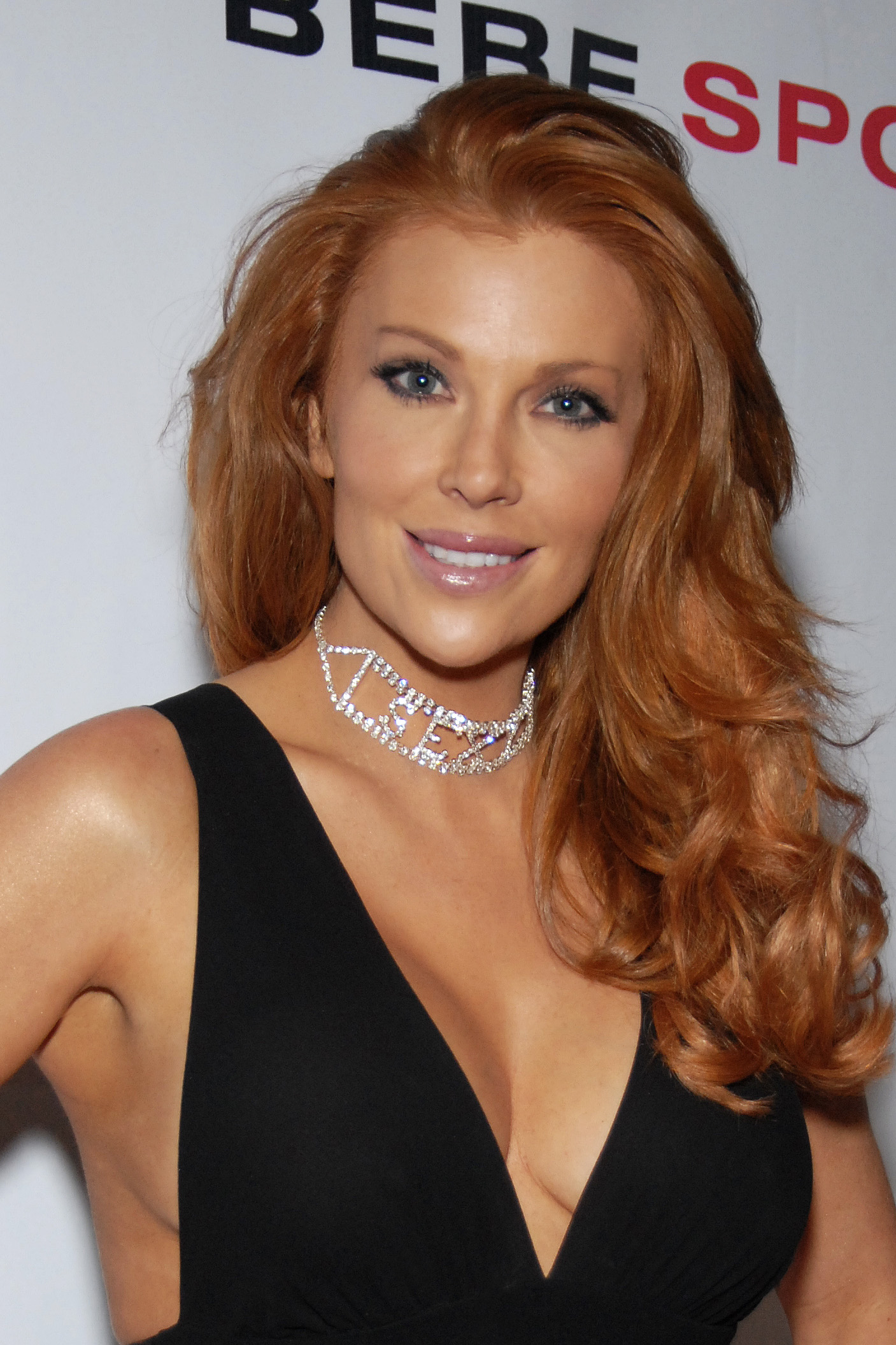
Angelica Bridges in Hollywood (2007)

Angelica Jo Bridges (* 20. November 1970 in  Harrisonville, Missouri) ist eine US-amerikanische Schauspielerin und Fotomodel.

## Leben und Karriere
Bridges wirkte 1997 im Musikvideo zu When Susannah Cries des norwegischen Sängers Espen Lind mit. Sie war einige Male auf dem Titelblatt der Männerzeitschrift Maxim zu sehen.
Bridges war von 2002 bis 2007 mit dem kanadischen Eishockeyspieler Sheldon Souray verheiratet. Aus dieser Ehe entstammt eine gemeinsame Tochter (* 2003).

## Filmografie (Auswahl)
- 1995: California Heart
- 1997–1998: Baywatch – Die Rettungsschwimmer von Malibu (Baywatch, Fernsehserie, 22 Episoden)
- 1998: Conan, der Abenteurer (Conan, Fernsehserie, Episode 1x14)
- 1999: Mystery Men
- 2001: Vegas, City of Dreams
- 2003: Baywatch – Hochzeit auf Hawaii (Baywatch: Hawaiian Wedding)
- 2004: Reich und Schön (The Bold And The Beautiful, Fernsehserie, 7 Episoden)
- 2017: Axeman 2: Overkill
- 2018: Louder
- 2019: Aurora Chronicles of a hero (Fernsehfilm)
- 2019: The Letter Red
- 2019: Your Family or Your Life
- 2021: Sarogeto
- 2023: Axeman at Cutters Creek 2